# صباح عبد الجليل
صباح عبد الجليل (1 يوليو 1951 - 28 فبراير 2021) لاعب ومدرب كرة قدم عراقي سابق. لعب مع منتخب العراق لكرة القدم.

## كأس الخليج 1976
سجل ثلاثة أهداف. واحد في مرمى البحرين، وآخر في مرمى السعودية، وآخر في مرمى الكويت.

## وفاته
توفي يوم الأحد 28 فبراير 2021 ميلاديًّا، الموافق 16 رجب 1442 هجريًّا، في العاصمة العراقية بغداد، إثر إصابته بمرض فيروس كورونا، عن عمر ناهز 70 عامًا.